# Zodarion nesiotes
Zodarion nesiotes là một loài nhện trong họ Zodariidae.
Loài này thuộc chi Zodarion. Zodarion nesiotes được J. Denis miêu tả năm 1965.